# Saïd Boutaleb
Saïd Boutaleb est un footballeur international algérien né le 19 décembre 1968 à Alger. Il évoluait au poste d'attaquant.

## Biographie
Saïd Boutaleb commence sa carrière à l'USM El Harrach. Il joue pendant onze longues saisons avec l'équipe première de ce club. Il est ensuite transféré au CR Belouizdad, où il reste trois saisons. Il joue ensuite une petite saison au MO Béjaïa. Il termine sa carrière à l'OMR El Annaser, où il évolue pendant trois saisons.
Il participe à la Ligue des champions d'Afrique en 2001 et 2002 avec l'équipe de Belouizdad.
Il remporte au cours de sa carrière, trois titres de champion d'Algérie,.
Saïd Boutaleb reçoit deux sélections en équipe d'Algérie. Il joue notamment le 22 juin 1993, en amical contre la Guinée (score : 1-1).

## Palmarès
- Champion d'Algérie en 1998 avec l'USM El Harrach
- Champion d'Algérie en 2000 et 2001 avec le CR Belouizdad
- Vice-champion d'Algérie en 1992 avec l'USM El Harrach
- Vainqueur de la Coupe de la Ligue d'Algérie en 2000 avec le CR Belouizdad